# Mongolotettix mistshenkoi
Mongolotettix mistshenkoi är en insektsart som beskrevs av Chogsomzhav 1974. Mongolotettix mistshenkoi ingår i släktet Mongolotettix och familjen gräshoppor. Inga underarter finns listade i Catalogue of Life.